# Венеційські Іонічні острови
Венеційські Іонічні острови (вен. Ixołe Jonie, грец. Ἰόνιοι Νῆσοι) — заморське володіння Венеційської республіки на Іонічних островах, що існувало з середини XIV до кінця XVIII століття. Іонічні острови розташовані в Іонічному морі, біля західного узбережжя Греції. Найпівденніший остров групи Кітера знаходиться недалеко від південного краю півострова Пелопоннес, а найпівнічніший Корфу лежить біля входу в Адріатичне море. Завоювання усіх островів групи венеційцями відбувалося поступово. Першими під контроль республіки Святого Марка опосередковано у 1238 році та безпосередньо після 1363 року потрапили найпівденніші острови групи Кітера та Антикітера. У 1386 році рада Корфу, яка була керівним органом острова, проголосувала за перехід Корфу під васалітет Венеції. У венеційський період рада залишалася найвпливовішою установою на острові. Ще через століття Венеція захопила острови Занте (в 1485 році), Кефалонію (в 1500 році) і Ітаку (в 1503 році). Ці три острови організували своє управління за моделлю Корфу та сформували власні ради. Завоювання Іонічних островів було завершено в 1718 році захопленням Лефкади. Кожен з островів залишався частиною венеційських морських володінь (вен. Stato da Màr) до ліквідації Венеційської республіки Наполеном Бонапартом в 1797 році.
Головним представником венеційської влади на Іонічних островах був Генерал-губернатор моря (вен. Provveditore generale da Mar), штаб-квартира якого розміщувалось на Корфу. Крім того, існувала влада кожного острова, що поділялася на венеційську та місцеву. Економіка островів базувалася на експорті місцевих товарів, насамперед родзинок, оливкової олії та вина, тоді як валютою островів була венеційська ліра. Деякі риси венеційської культури були акцептовані в культурі Іонічних островів, таким чином впливаючи донині на місцеву музику, кухню та мову. Вважається, що венеційський період був загалом сприятливим для розвитку Іонічних островів і призвів до їх процвітання, особливо в порівнянні з туркократією — турецьким пануванням над рештою території сучасної Греції.

## Назва

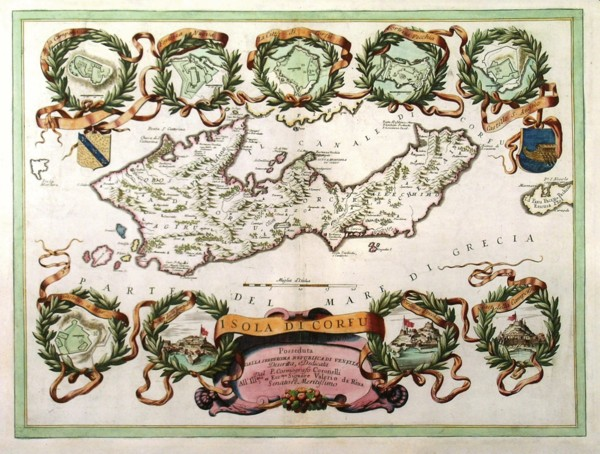
Венеційська карта острова Корфу (~1690 р) «Isola di Corfu: posseduta dalla Serenissima Republica di Venetia». На карті зображені фортеці Корфу, оточені вінками та стрічками. Ангелокастро вказано як «Castello S. Angelo» у стрічці під верхнім правим вінком карти.

Протягом історії окремі Іонічні острови і уся група разом носили різні назви. «Іонічні острови» венеційською мовою називались Ixołe Jonie, італійською — Isole Ionie, новогрецькою Ιόνια Νησιά та катаревусою Ἰόνιοι Νῆσοι.
З адміністративної точки зору, після завоювання Кефалонії 24 грудня 1500 року, венеційський управитель островів отримав титул «Генерал-губернатор трьох островів» (вен. Provveditore Generale delle Tre Isole), де під «трьома островами» мались на увазі Корфу, Занте та Кефалонія. Після захоплення венеційцями острова Санта-Маура (сучасна Лефкада) в 1684 році, посада венеційського управителя отримала назву Генерал-губернатор Чотирьох Островів (вен. Provveditore generale delle Quattro Isole).
Нижче наведено сім головних Іонічних островів з півночі на південь, включаючи їхні грецькі та італійські назви в дужках:
- Корфу (Kerkyra ; Corfù)[5]
- Паксос (Paxi ; Passo)[6]
- Лефкада (Leucas ; Santa Maura або Lèucade)[5]
- Кефалонія (Kefal(l)onia або Kefal(l)inia; Cefalonia)[5]
- Ітака (Ithaki або Thiaki ; Itaca, Val di Compare або Piccola Cefalonia)[7]
- Закінф (Zakynthos ; Zante або Zacinto)[5]
- Кітера (Kythira; Cerigo)[8]

В періоди османського правління Кітера і Лефкада називалися турецькою Чуха/Чука Адаси (Çuha Adası або Çuka Adası) та Аямавра (Ayamavra) відповідно.

## Передумови

### Венеційсько-візантійські відносини
Перші поселення на островах Венеційської лагуни були засновані близько 421 року біженцями з північноадріатичних приморських римських громад, що шукали на островах лагуни захисту від нападів гунів та пізніше лангобардів. Міста на островах Венеційської лагуни почали виникати у другій половині VI століття. У 811 році, після завершення франксько-візантійсько-венеційської війни, що показала вразливість до нападів зі сторони моря міста Маламокко на острові Лідо, дож Анджело Партичипаціо (811-27) переніс свою резиденцію з Маламокко на острів Ріальто на території сучасної Венеції і розпочав його забудову. Під час змін італійських кордонів наступних століть, Венеція виграла від того, що залишалася під контролем Східної Римської імперії із столицею в Константинополі — переважно найдальший імперський північно-західний форпост. Після відвоювання Італії Юстиніаном I у вестготів, Венеція стала важливим містом Равеннського екзархату імперії. Політичний центр екзархату та найвищі посадові особи імперії перебували в Равенні. Чиновники нижчих рангів, які керували в районі венеційських лагун мали титул трибунів, і лише приблизно в 697 році район лагун став окремим військовим округом на чолі з герцогом або венеційською дожем (вен. doge від лат. dux). Попри обрання першого дожа, такі докази васальних відносин, як надані візантійським імператором почесті та нагороди венеційським дожам, підтверджують, що Візантійська імперія вважала Венецію частиною імперії навіть після захоплення столиці екзархату Равенни лангобардами. Незважаючи на умови Никифорського миру (Pax Nicephori, 803), укладеного між Візантійською та Каролінзькою імперіями, який підтвердив права Візантії на Венецію, фактичний вплив на місто з боку Візантії поступово зійшов нанівець. В 814 році Венеція вже функціонувала як повністю незалежна республіка. Попри це, Венеція стала важливим партнером Візантійської імперії і імператори через договори (такі як візантійсько-венеційський договір 1082 року) надавали їй торговельні привілеї.

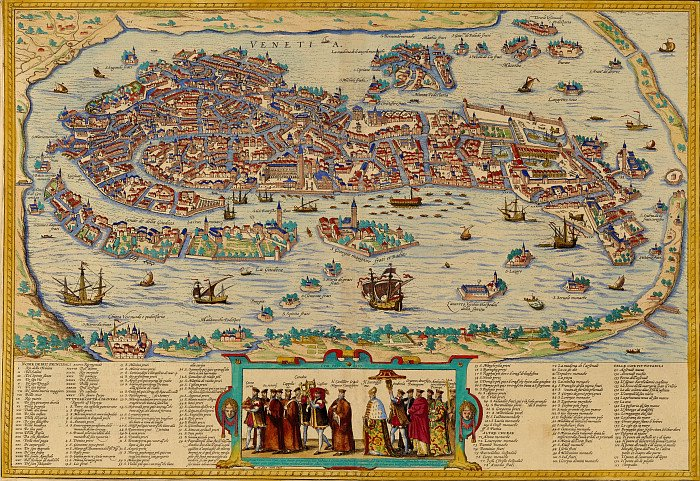
Вид на Венецію 1565 року

Четвертий хрестовий похід (1202—1204) спочатку планувався для боротьби з сарацинами в Єгипті, проте замість цього хрестоносці обложили, а згодом захопили Константинополь, столицю Візантійської імперії, що призвело до тимчасового розпаду імперії. Оскільки Венеція була одним із головних учасників Хрестового походу, її відносини з Візантійською імперією були напруженими в цей період. Більше того, прийнявши після Четвертого хрестового походу титул «володарь однієї чверті та однієї восьмої всієї Ромської імперії», дожі Венеції сприяли погіршенню відносин між двома державами. Венеційські зусилля покращити відносини із контрольованими греками залишками Візантійської імперії (такі, як венеційський договір з Нікейською імперією, укладений в 1219 році) виявилися безуспішними. В 1281 році Венеція уклала союз проти Візантії з французьким королем Сицилії Карлом Анжуйським. Проте після Сицилійської вечірні 1282 року, передбачивши подальше ослаблення Карла, Венеція почала налагоджувати тісніші та більш дружні стосунки з Візантією.

## Історія

### Римський і візантійський період
За часів Римської імперії Іонічні острови входили до складу римських провінцій Ахайя та Епір. Наприкінці VIII століття острови (за винятком Кітери) входили до візантійської феми Кефаленія. З кінця XI століття Іонічні острови стали об'єктом нападів зі сторони сицилійських норманів та венеційців. Сицилійці володіли островом Корфу в 1081—1085 і в 1147—1149 роках, тоді як венеційці безуспішно брали його в облогу в 1122—1123 роках. Острів Кефалонія відбив напад у 1085 році, але у 1099 році був розграбований пізанцями та в 1126 році венеційцями. В 1185 році Корфу та інші острови візантійської феми Кефаленія, за винятком Лефкади, були захоплені норманами Вільгельма II Сицилійського. Хоча в 1191 році сицилійські нормани повернули Корфу візантійцям, Занте, Кефалонія та Ітака відтепер були назавжди втрачені для Візантії і Вільгельм заснував на цих островах пфальцграфство Кефалонія та Закінф і передав його як феод своєму аміралу грецького походження Маргариту де Бриндізі.

### Франкократія

Герб дому Анжу-Дураццо

Герб родини Токко, останніх правителів графства

Після Четвертого хрестового походу та підписання угоди Partitio terrarum imperii Romaniae, візантійський Корфу перейшов під владу Венеції. Однак у 1207 році дож П'єтро Зіані передав острів як феод десяти венеційським дворянам за умови, що вони демонструватимуть вірність і відданість і платитимуть податки. Корфу був відвойований грецьким Епірським деспотатом близько 1214 року. У 1257 році острів був захоплений у греків норманським флотом Манфреда Сицилійського, який поставив керувати своїми східними володіннями адмірала Філіпа Чинарда. Однак після загибелі Манфреда в битві з Карлом Анжуйським під Беневенто та підписання Вітербського договору 27 травня 1267 року, Корфу став володінням французького анжуйського дому Неаполітанського королівства. Тим часом решта західних Іонічних островів і надалі продовжувало входити до складу Пфальцграфства Кефалонії та Закінфу, яким протягом його історії керували три родини: Орсіні (спорідненість яких із римською родиною Орсіні не засвідчена), Анжу-Сицилійський дім і родина Токко. Правління роду Токко тривало 122 роки, аж до 1479 року, коли Кефалонію, Занте, Лефкаду та Ітаку захопив флот Османської імперії.

### Венеційське завоювання Іонічних островів
Після поділу Візантійської імперії в 1204 році, південноіонічний острів Кітера потрапив під венеційську владу в 1238 році через шлюб Марко Веньє з дочкою грецького володаря острова. Вперше складовою венеційських Заморських територій (Stato da Màr) Кітера і сусідній менший острів Антикітера офіційно стали в 1363 році і надалі постійно перебували в такому статусі до ліквідації Венеційської республіки в 1797 році, за винятком трирічного турецького панування під час Сьомої османсько-венеційської війни в 1715—1718 роках. Після війни, згідно умов Пассаровіцького договору, Кітера й Антикітера знову повернулись під владу Венеційської республіки та надалі залишалися під її контролем до ліквідації республіки в 1797 році.

Більш ніж через 150 років після першого підпорядкування острова Венеції в 1207—1214 роках, 13 лютого 1386 жителі Корфу добровільно прийняли рішення знову прийняти владу Венеції і цього разу венеційське панування на острові триватиме аж до ліквідації республіки в 1797 році Наполеоном. 10 травня корфіотці призначили п'ятьох послів для оголошення присяги венеційському Сенату. Османська імперія зробила кілька спроб захопити Корфу у венеційців, першою з яких була в облога Корфу в 1537 році. Цей напад призвів до початку Третьої османсько-венеційської війни (1537—1540) та спонукав Венецію укласти для боротьби з Османською імперією Священну лігу з Папою та імператором Карлом V. Іншим великим невдалим османським нападом став напад на венеційський остров у липні 1716 року.

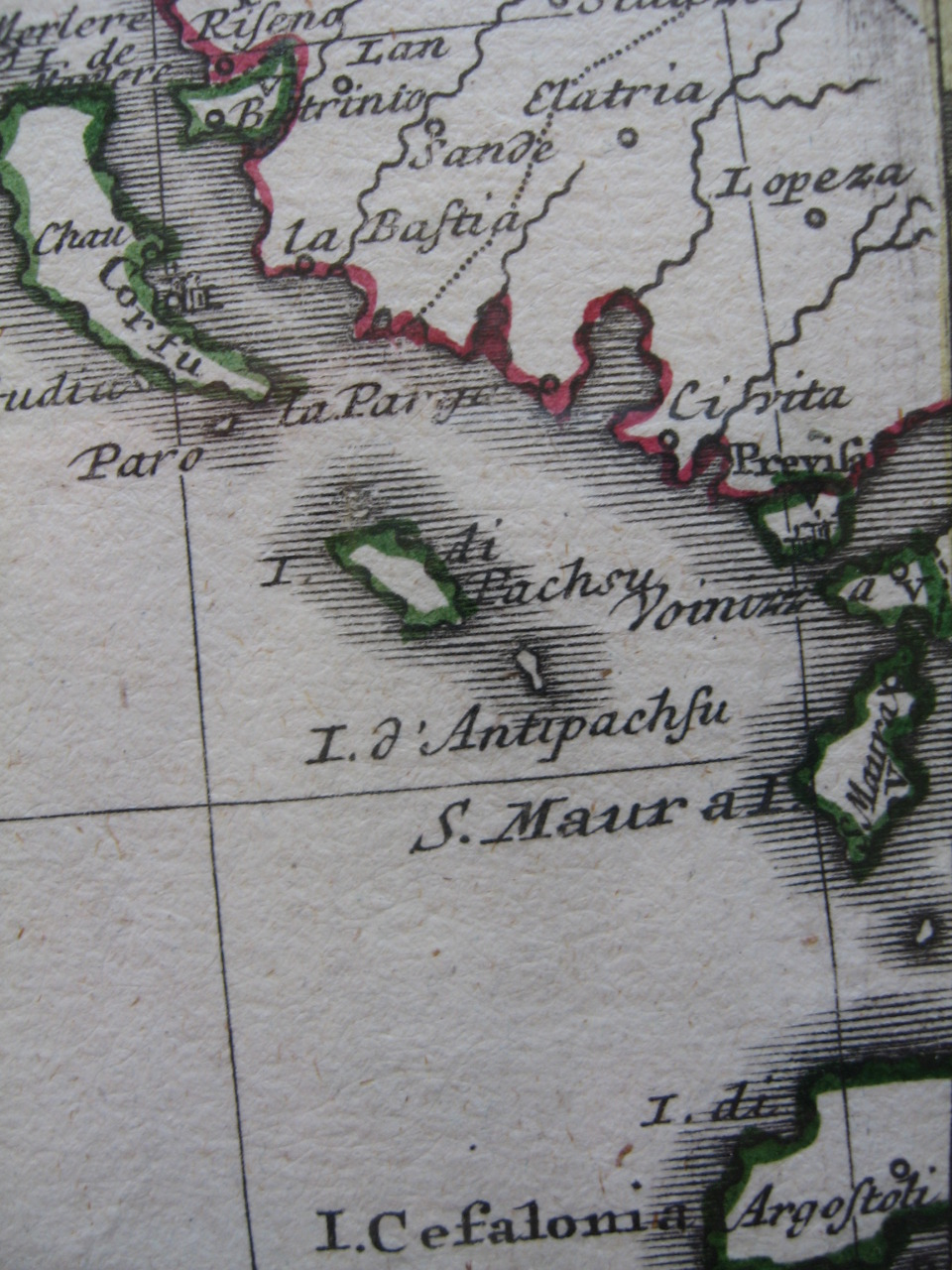
венеційські володіння в районі Іонічного моря

Османське панування на Кефалонії, Занте та Ітаці, що розпочалось після захоплення турками пфальцграфства Кефалонії і Закінфу в 1479 році було недовгим. У 1481 році колишній володар Антоніо Токко здійснив спробу відвоювати острови у османів і ненадовго окупував Кефалонію та Занте, але незабаром був вигнаний венеційцями. Занте був офіційно визнаний османами за венеційцями в 1485 році. Сусідня Кефалонія була повернута венеційцями османам і перебувала під їх владою шістнадцять років (1484—1500), допоки 24 грудня 1500 року не була захоплена об'єднаною іспансько-венеційською армією і не стала частиною венеційського Stato da Màr. Нарешті Ітака була завойована Венецією в 1503 році.
Під час османського правління Ітака знелюдніла і здичавіла. У 1504 році венеційці офіційно наказали повторно заселити Ітаку та надали новим мешканцям податкові стимули, щоб залучити поселенців із сусідніх островів. Венеційська влада виявила, що острів уже заселяли члени родини Галатіс, які претендували на нього як на свою власність, отримавши права на Ітаку за режиму Токко.
Однак, як стверджують історики, острів отримав значне поповнення населення лише після облоги і захоплення османами Кандії (сучасний Іракліон) на Криті в 1648—1669 роках, коли на Ітаку прибуло багато втікачів з Криту, зокрема знатний рід Каравія (лат. Caravia), гілка стародавнього роду Калергі. Ця родина та її послідовники засновували поселення на острові, отримували лени від венеційського сенату та займалися надзвичайно прибутковою морською торгівлею, а також піратством проти османів. За словами французького мандрівника Ліка, у XVIII столітті родини Каравія, Петалас і Дендрінос становили три основні фракції острова, причому родина Каравія контролювала його найбільш продуктивну частину.
Лефкада належала Епірському деспотату з моменту заснування останнього в 1205 році. Епірський деспот був однією з трьох грецьких держав, створених на уламках Візантійської імперії після Четвертого хрестового походу в 1204 році. В 1362 році була включена Леонардо I Токко до Пфальцграфства Кефалонії і Закінфу. Подібно долі інших центральних Іонічних островів, острів був захоплений турками в 1479 році, а потім венеційцями в 1502 році. Однак венеційське правління не тривало довго, оскільки через рік згідно мирної угоди вони повернули Лефкаду Османській імперії. Турецьке панування над Лефкадою тривало понад 200 років, з 1479 по 1684 рік, коли венеційський генерал Франческо Морозіні захопив і підкорив острів під час Морейської війни. Однак Лефкада стала офіційно венеційською лише в 1718 році після підписання Пассаровицького договору.

### Ліквідація республіки та подальша доля островів

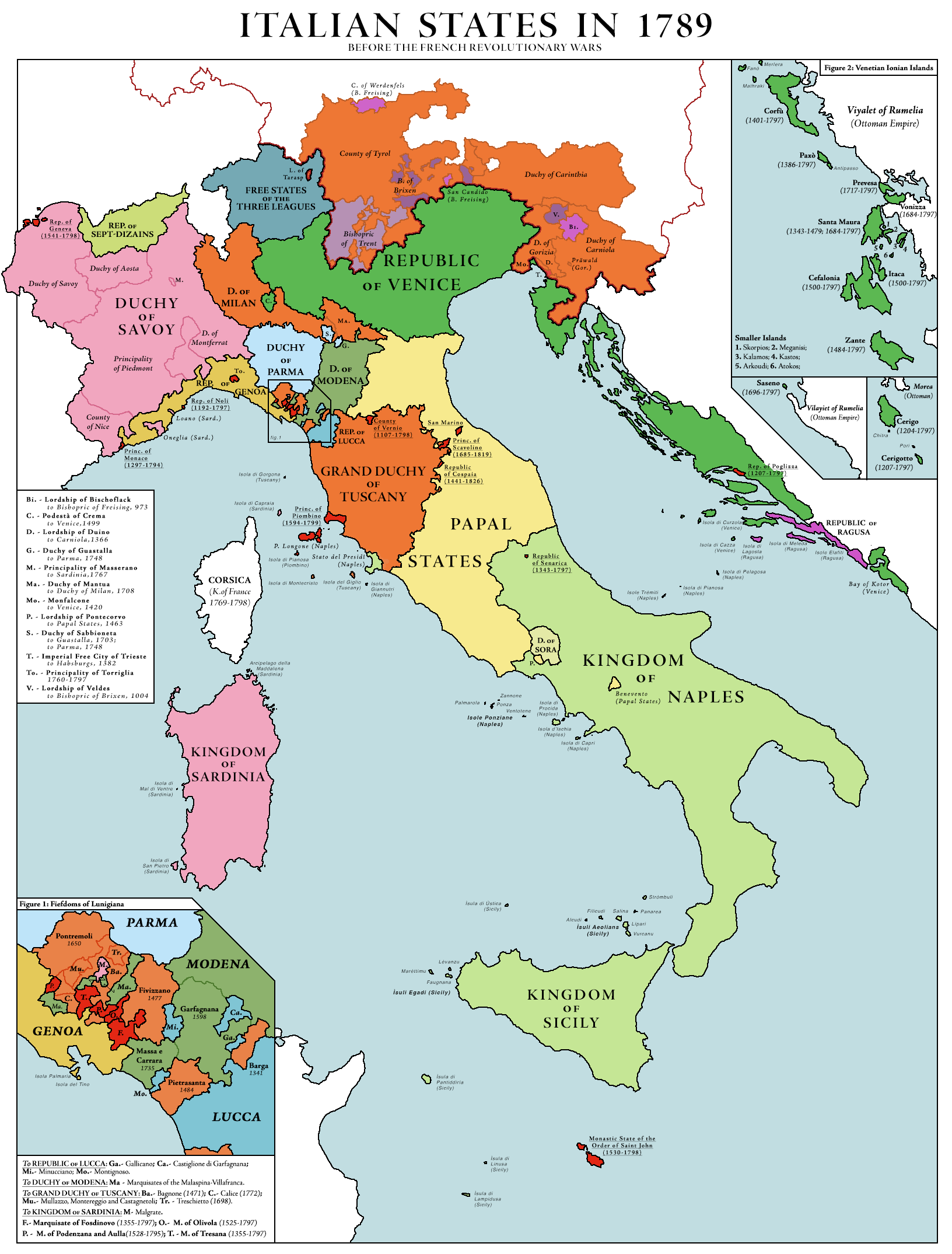
Політична карта Італії 1789 року, де детально зображені Іонічні острови венеційської Республіки

Наполеон Бонапарт оголосив війну Венеції 3 травня 1797 р. Підписання договору Кампо-Форміо 17 жовтня 1797 року зафіксувало ліквідацію Венеційської республіки та розподіл її територій між Францією та Австрією. Сама Венеція, венеційські маткрикові території в Італії (Terraferma) аж до річки Адідже і володіння республіки на Балканському півострові — Істрія і Далмація були віддані Австрії. Іонічні острови, частина венеційських морських територій, були передані Франції. Наполеон розділив острови на три департаменти:
- Корсір (фр. Corcyre), що включав острови Керкіра і Паксос, а також колишні венеційські портові міста Бутрінт і Парга в материковому Епірі[61].
- Ітак (фр. Ithaque) включав острови Кефалонія, Ітака і Лефкада і сусідні материкові портові міста Превеза і Воніца[61][62],
- Мер-Ежі (фр. Mer-Égée) складався з островів Занте і Черіго[63].

Французьке правління, однак, не тривало довго, оскільки у вересні 1798 року Росія уклала союз з Османською імперією і вже в 1799 році об'єднана російсько-османська морська експедиція захопила острови. Після підписання договору між Росією та Портою 21 березня 1800 року була створена незалежна острівна республіка під захистом обох імперій. Нова держава отримала назву «Республіка семи островів» і охоплювала всі території трьох колишніх французьких департаментів, за винятком континентальних володінь Парги, Превези, Воніци та Бутрінту. За Тільзітським договором 1807 року Росія повернула усі сім островів наполеонівській Франції, Вже у жовтні 1809 Велика Британія в свою чергу захопила усі острови окрім Кофру, який утримувався французами до зречення Наполеона в 1814 році. У 1815 році усі Іонічні острови разом з Корфу стали британським протекторатом під назвою Сполучені Штати Іонічних островів.

## Адміністрація

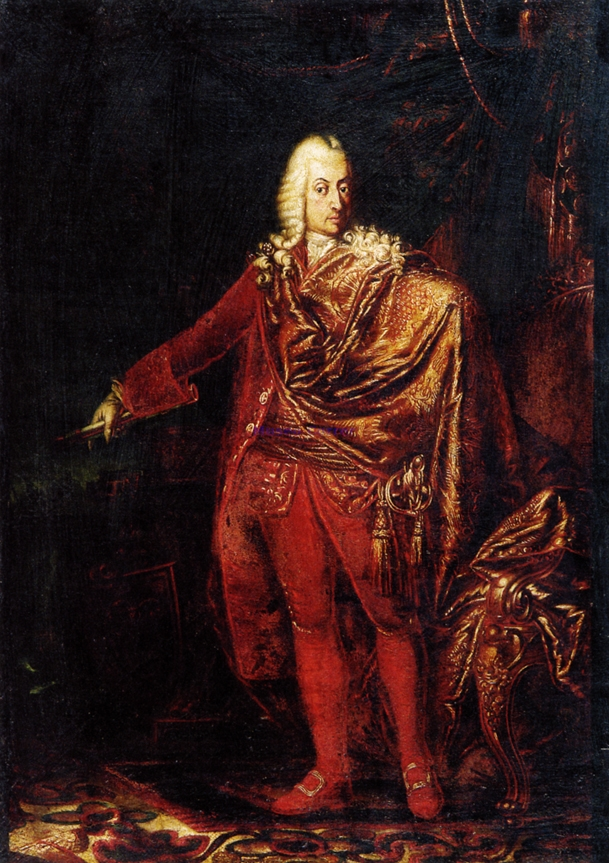
Портрет Карло Ауреліо Відмана, останнього венеційського губернатора Іонічних островів

Цивільним і військовим губернатором Іонічних островів був венеційський Генерал-губернатор моря (вен. Provveditore generale da Mar), який постійно перебував на Корфу і був верховним командувачем венеційським флотом у мирний час. Під час війни, у випадку залучення Генерал-губернатора моря до військових дій поза межами острова, його іноді замінював Генерал-губернатор Трьох Островів (вен. Provveditore generale delle Tre Isole), де під трьома островами мались на увазі Корфу, Занте та Кефалонія. У результаті двох тривалих османо-венеційських воєн XVII століття — Кандійської війни (1645—1669) і Морейської війни (1684—1699) — посада набула більш постійного характеру і після захоплення венеційцями острова Санта-Мавра (сучасна Лефкада) в 1684 році отримала назву Генерал-губернатор Чотирьох Островів (вен. Provveditore generale delle Quattro Isole).
Влада на островах поділялася на два типи: венеційська, посади якої зайнмали венеційці і яка представляла на островах суверенну державу та її політичну та військову владу і внутрішня влада, яка призначалася Комунальною радою (Consiglio della Comunità). Венеційців призначала Велика рада Венеції. Reggimento складали три чиновники («режим») кожного острова. Начальник reggimento мав звання губернатор (вен. provveditore) на всіх островах, крім Корфу, де його називали bailo. Титул міг мати лише дворянин. Підлеглими венеційськими чиновниками були радники (consiglieri, по два на кожному острові, які разом з provveditore виконували адміністративні та судові функції кожного острова. До обов'язків provveditore також входила безпека від ворожих набігів, оподаткування, релігійні та інші питання.
На Корфу венеційські чиновники включили bailo, provveditore і capitano, два consiglieri, a capitano della cittadella і castellano della fortezza. У Кефалонії та Занте був лише один provveditore і два consiglieri. Коли венеційці приєднали Санта-Мавру (Лефкада), на острів був призначений Provveditore, в той час як в архівах також є записи про випадкові призначення Provveditore straordinario, хоча в 1595 р. інший provveditore був призначений у фортецю Ассо. На Кітері reggimento включав як provveditore і castellano. Наслідуючи метрополію, місцева влада складалася з Consiglio Maggiore і Consiglio Minore складався з представників місцевої аристократії.
На островах було десять фортець, переважно по одній на кожному острові, які виконували роль місцевих острівних столиць. На Корфу, однак, було три фортеці; дві в місті Корфу та Ангелокастро. На Кефалонії було дві — замок Святого Георгія або Кефалонська фортеця (Città di Cefalonia) і фортеця Ассо (Fortezza d'Asso) у північній частині.

## Економіка

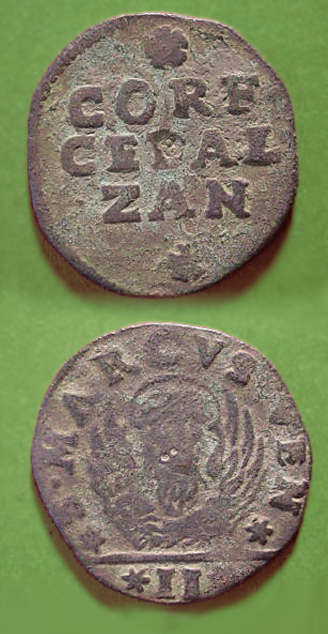
Монета номіналом 2 сольдо, викарбувана на Іонічних островах

Економіка Іонічних островів венеційського періоду в основному базувалася на експорті місцевих продуктів. Найважливішим продуктом сільського господарства Корфу була оливкова олія. На островах Кефалонія та Занте основними експортними товарами були родзинки, оливкова олія та вино. Одним з найбільш значних експортних товарів була оливкова олія. У венеційський період на островах були висаджені гаї оливкових дерев, оскільки оливкова олія була важливою для економіки Венеції. Хоча виробництво олії було успішним, Республіка дозволила експортувати її лише до Венеції. Статистичні дані за 1766–70 роки вказують на 1 905 917 оливкових дерев на Корфу, 113 161 на Занте, 38 516 на Кефалонії, 44 146 на Лефкаді та 31 884 на Кіфері.
Тим не менш, експорт родзинок був найважливішим експортом островів під час венеційського панування. До початку XVIII століття Занте, Кефалонія та частина Ітаки стали головним центром торгівлі родзинками. Через жорстку конкуренцію в торгівлі родзинками між Венецією та Сполученим Королівством, Венеція заборонила вільний експорт ізюму з островів. Ще одним заходом була nuova imposta, важке експортне мито для іноземних кораблів.
Грошовою одиницею островів під час венеційського панування була венеційська ліра. Для островів карбувались спеціальні монети., обіг яких обмежувався тільки Іонічними островами. В XIV столітті карбувались торнезелло. Пізніше зявились монети з іншими номіналами, на її аверсі яких було викарбовано повні або  скорочені слова CORFU/CEFALONIA/ZANTE, розташовані у три послідовні рядки. На реверсі зображений в анфас крилатий Лев святого Марка з німбом, що тримає книгу Євангелія у передніх лапах. Іонічні острови були частиною венеційського морського торгового шляху з Андріатичного моря на Схід.

## Демографія
Коли Венеція захопила центральні Іонічні острови, там було дуже мало населення, а острів Ітака був абсолютно безлюдним. Щоб розв'язати цю проблему, венеційці організували колонізацію островів. Італійці-католики з Тераферми (пізніше названі корфіотськими італійцями) та православні греки зі Stato da Màr були залучені на острови в рамках колонізації. Це явище добре підтверджено для Кефалонії, після завоювання якої в 1500 році острів був колонізований не тільки цивільними та військовими (stradioti) біженцями з втрачених венеційських фортець Модон і Корон, але також отримав приплив сімей з острова, яким керувала Венеція - Криту. Населення з часом зросло: у 1765–66 роках воно досягло 111 439; у 1780 році населення становило 150 908 осіб. Через чотирнадцять років на островах проживало 155 770 жителів.
Ось деякі цифри щодо населення кожного острова протягом венеційського періоду:
| Острів    | 1470 | 1500   | 1528   | 1532 рік | 1568 рік | 1583 рік | 1675 рік | 1684 рік | 1760 рік | 1766 рік |
| --------- | ---- | ------ | ------ | -------- | -------- | -------- | -------- | -------- | -------- | -------- |
| Корфу     |      |        |        | 14 246   |          | 19,221   | 20 000   |          |          | 44,333   |
| Паксос    |      |        |        |          |          |          |          |          | 4150     |          |
| Лефкас    |      |        |        |          |          |          |          | 9000     | 12 000   | 11 760   |
| Ітака     |      |        |        |          | 300      |          |          |          | 2500     |          |
| Кефалонія |      | 14 000 |        |          |          | 25,543   |          |          |          | 21 659   |
| Занте     |      |        | 17,255 |          |          | 14 054   | 25 000   |          |          | 25,325   |
| Cythera   | 500  |        |        |          |          |          |          |          | 6000     | 6,183    |

### Мова і освіта
У венеційський період усі публічні акти складалися венеційською мовою, офіційною урядовою мовою. Селяни продовжували розмовляти грецькою мовою, тоді як венеційською мовою була прийнята вищим класом, і їй також загалом надавали перевагу в містах (як у місті Корфу, де майже все населення розмовляло мовою Венето де Мар). Таким чином, венеційська мова стала якщо не спільною мовою іонійців, то принаймні престижною мовою регіону. Венеційці мало зробили в галузі освіти, головним чином через те, що в Європі в той час навчання не вважалося обов'язком держави, а приватною справою. Представники вищих класів переважно були освіченими та навчалися в італійських університетах, як правило, в Падуанському університеті. Створена за зразком академій, що діяли в той час у Венеції, перша літературна академія, Accademia degli Assicurati, була заснована на Корфу приватними особами в 1656 році. На її емблемі було зображено дві скелі під крилатим левом із написом His Semper у повітрі.

### Релігія

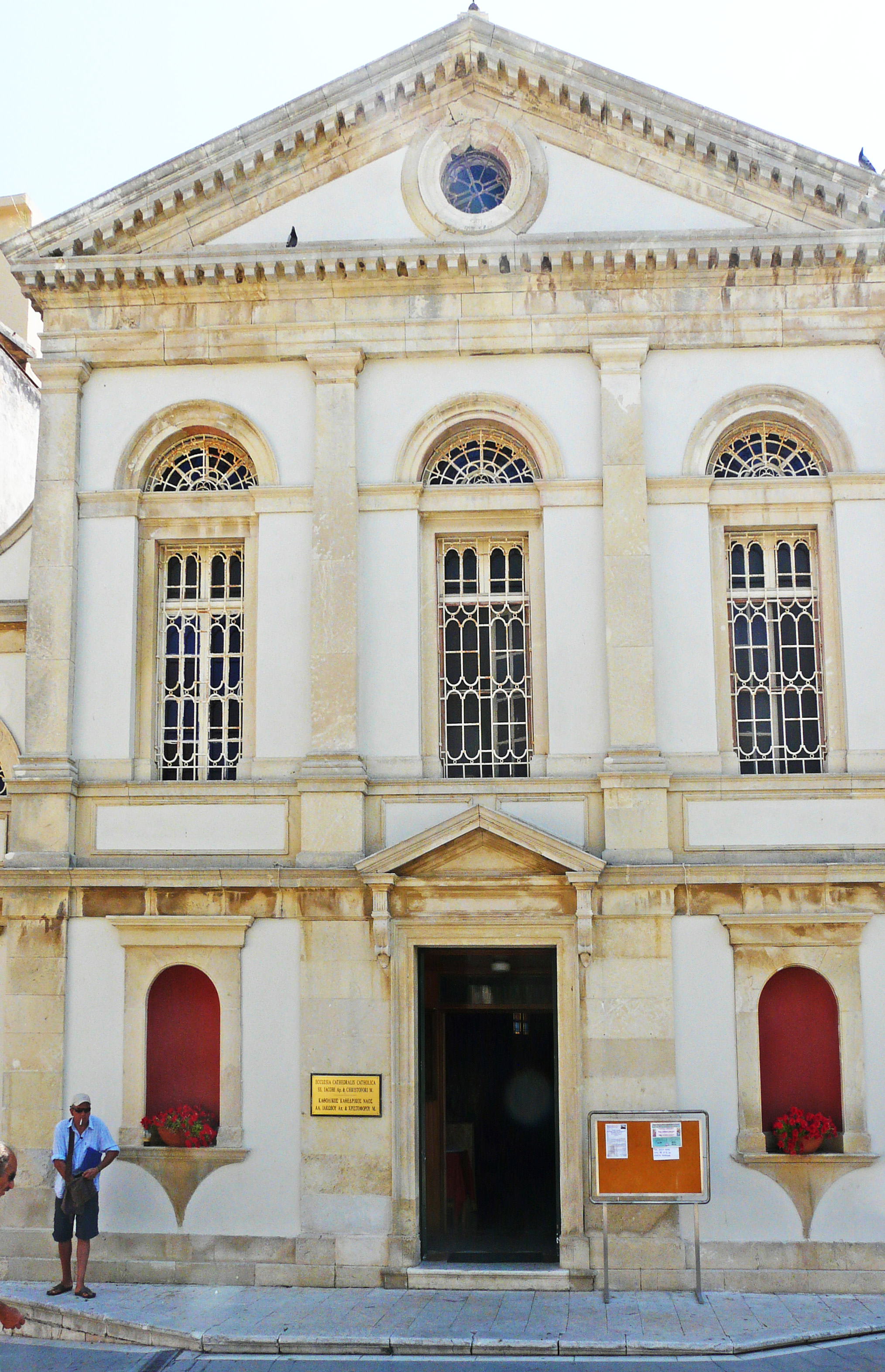
Католицький собор Корфу

Католики венеційці берегли привілеї, які мав латинський єпископат островів за династій пфальцграфів Кефалонії та Закінфу. Католиків було небагато, і протягом венеційського періоду вони були зосереджені переважно на островах Корфу та Кефалонія. Більшість із них були нащадками італійських поселенців, але були також деякі греки, навернені у католицизм. Хоча венеційці ставили інтереси власної Республіки вище за інтереси папства, за законом грецькі православні священники в храмах та монахи в монастирях мали прийняти католиків як своїх настоятелів. Дозволялися змішані шлюби між католиками і православними і цей фактор врешті призвів до занепаду католицизму на островах.
Єврейсткі громади також перебували груп на островах у венеційський період. Їх було ще менше, ніж католиків, у 1797 році кількість євреїв на Корфу становила лише дві тисячі. Присутність євреїв на Корфу можна простежити з часів Тарантського князівства. На Кефалонії є докази проживання євреїв у замку Св. Георгія з початку XVII століття. Коли столиця острова була перенесена в Аргостолі, євреї переселилися туди.

### Соціальна структура
Соціальна структура островів повторювала Венецію. Все населення поділялося на три стани: дворяни (nobili), буржуазія (citadini) і простий народ (populari).

## Спадщина

Емблема Септинсулярної республіки, заснована на прапорі Венеції

На грецьких територіях, які раніше належали венеційцям, зокрема і на Іонічних островах, пам'ять про Республіку, незважаючи на її неспокійну історію, зберігається в суспільній свідомості місцевого населення з нотками ностальгії. Сама тривалість венеційського періоду сформувала сучасну гептанезійську культуру з суміші грецької та італійської спадщини в усіх аспектах повсякденного життя. Коли у 1800 році була створена Республіка Семи Островів, дизайн її прапора базувався на прапорі Венеційської республіки. Італійська мова була співофіційною мовою як Республіки та і її наступника,  Сполучених Штатів Іонічних островів. Через свій статус італійську мову також викладали в школах разом із грецькою та англійською мовами (Іонічні острови були протекторатом Сполученого Королівства з 1815 до 1864 року). У перший рік середньої освіти, наприклад, грецьку мову вивчали чотири рази на тиждень, італійську — тричі та англійську — двічі. У грецькому переписі 1907 року 4675 людей з Іонічних островів вказали католицизм як свою конфесію, приблизно 1,8 % від загальної кількості населення (254 494). У той же час 2541 іонійців (1,0 %) назвали італійську рідною мовою, що робить її другою за частотою за кількістю носіїв. Італійська мова залишається популярною на островах. Грецький союз гептанезійців, громадська некомерційна організація, яка займається популяризацією септинсулярної культури, заперечила проти рішення міністерства скасувати викладання італійської мови в школах, стверджуючи, що учні мають "право на навчання тією мовою, яку вони хочуть, особливо італійською, як «переважну мову на Іонічних островах і за їх межами». Вони захищають його місце в регіональній навчальній програмі як «традицію» і вважають його «необхідним (…) через масштаб італійського туризму, а також інші, наприклад, культурні та комерційні зв'язки з країною».
Цей культурний спадок венеційського періоду на Іонічних островах став в одним з приводів для Муссоліні приєднати Іонічні острови до Італійського королівства. Ще до початку Другої світової війни та греко-італійської війни, Муссоліні висловив бажання анексувати Іонічні острови в рамках своїх ширших планів створення Італійської імперії навколо Середземного моря. 15 жовтня на зустрічі в Палаццо Венеція він прийняв остаточне рішення про вторгнення до Греції. Його початковою метою була окупація Корфу, Занте і Кефалонії. Після падіння Греції, на початку квітня 1941 р., нападники розділили її землі на три окупаційні зони; італійці зайняли значну частину країни, включаючи Іонічні острови. Муссоліні повідомив генералу Карло Джелозо, що Іонічні острови утворять окрему італійську провінцію, тобто de facto про анексію островів, але німці її не схвалили. Проте італійська влада продовжувала готувати ґрунт для анексії. Нарешті, 22 квітня 1941 року, після дискусій між німецьким та італійським правителями, німецький фюрер Адольф Гітлер погодився, що Італія може de facto анексувати острови. Відтоді і до кінця війни острови пройшли через фазу італізації в усіх сферах, від управління до економіки.